# حشره‌خوار پنجه‌بزرگ
 حشره‌خوار پنجه‌بزرگ (نام علمی: Sorex unguiculatus) نام یک گونه از سرده حشره‌خوارهای دم‌دراز است.